# Provincia de Satipo

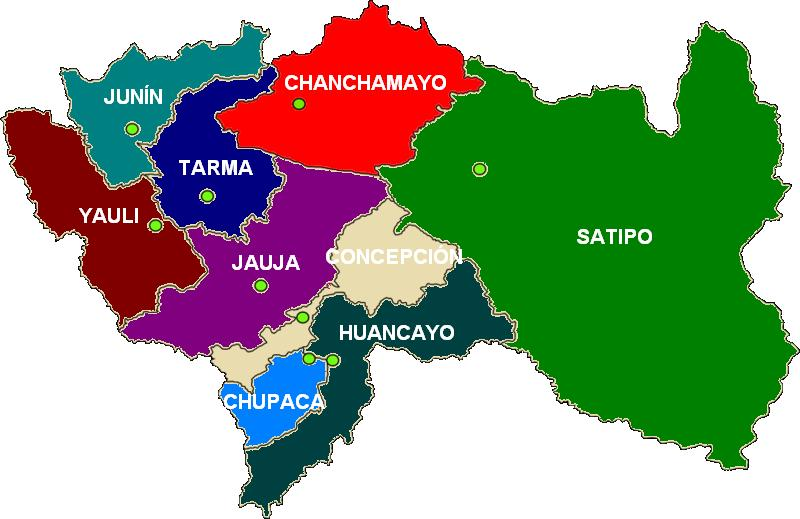
Mapa de las provincias de Junín

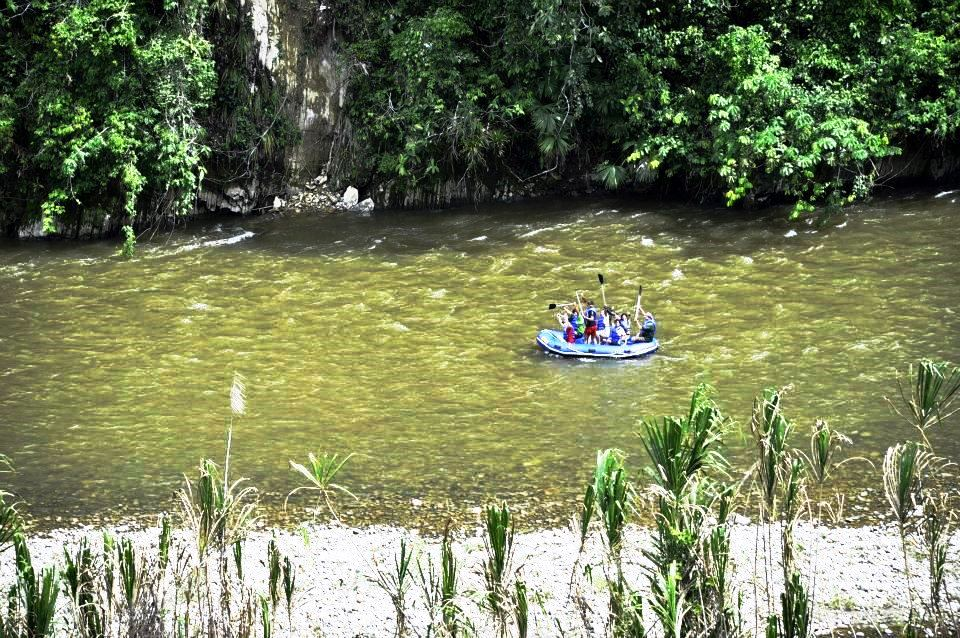
Canotaje en el río Satipo

La provincia de Satipo es una de las nueve que conforman el departamento de Junín en el Perú. Limita por el norte con el departamento de Pasco; por el este con el departamento del Ucayali y el departamento del Cusco; por el sur con el departamento de Ayacucho, y por el oeste con las provincias de Chanchamayo, Jauja, Concepción y Huancayo.
Desde el punto de vista jerárquico de la Iglesia católica, forma parte del vicariato apostólico de San Ramón.

## Historia
El 18 de septiembre de 1940, mediante Ley 9171, promulgada por el presidente Manuel Prado Ugarteche, se creó el distrito de Satipo como parte de la provincia de Jauja.
El 26 de marzo de 1965, en el primer gobierno del presidente Fernando Belaúnde Terry y mediante Ley n.º 15481, adquiere la categoría de provincia contando inicialmente con 8 distritos.

## Geografía
Abarca una superficie de 19 219,48 km², siendo la más extensa del departamento de Junín. La provincia se caracteriza por ser muy selvática, formando parte de la Selva Central Peruana.

## Distritos

#### División administrativa
La provincia de Satipo está dividida en nueve distritos:
| Distritos de la provincia de Satipo | Distritos de la provincia de Satipo | Distritos de la provincia de Satipo | Distritos de la provincia de Satipo | Distritos de la provincia de Satipo |
| N.º                                 | Distrito                            | Ubigeo                              | Superficie (km²)                    | Población                           |
| ----------------------------------- | ----------------------------------- | ----------------------------------- | ----------------------------------- | ----------------------------------- |
| 1                                   | Satipo                              | 120601                              | 732.02                              | 41 939                              |
| 2                                   | Coviriali                           | 120602                              | 145                                 | 6101                                |
| 3                                   | Llaylla                             | 120603                              | 180.39                              | 6544                                |
| 4                                   | Mazamari                            | 120604                              | 333.27                              | 40 211                              |
| 5                                   | Pampa Hermosa                       | 120605                              | 566.82                              | 10 414                              |
| 6                                   | Pangoa                              | 120606                              | 5 589.10                            | 60 883                              |
| 7                                   | Río Negro                           | 120608                              | 714.98                              | 28 301                              |
| 8                                   | Río Tambo                           | 120609                              | 10 350                              | 58 417                              |
| 9                                   | Vizcatán del Ene                    | 120610                              | 607.90                              | 4 765                               |
| Total                               | Total                               | Total                               | 19 219.48                           |                                     |

## Capital

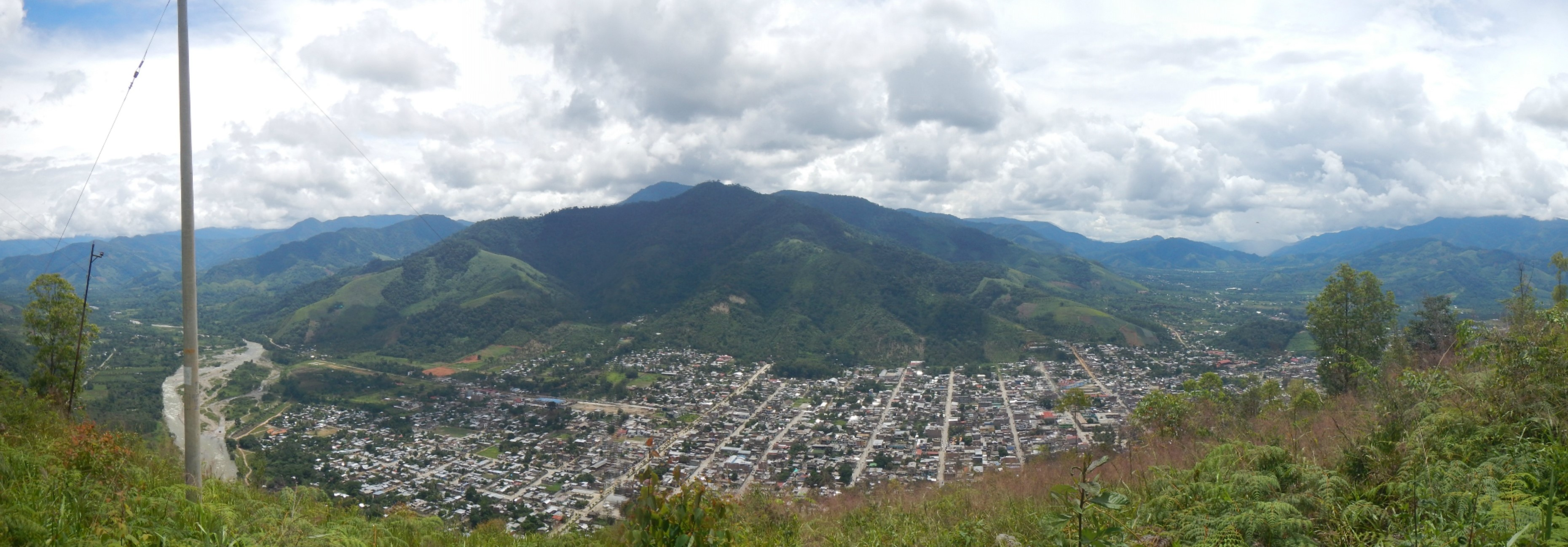
Vista aérea de Satipo, la capital provincial.

La capital de la provincia es la ciudad de Satipo, situada sobre los 628 m s. n. m.

## Autoridades

### Regionales
- Consejeros regionales
  - 2019-2022[3]

  1. José Vander Villazana Flores (Caminemos Juntos por Junín)
  2. Luis Carhuallanqui Berrocal (movimiento político regional Perú Libre)

### Municipales
- 2019-2022[3]
  - Alcalde: Iván Olivera Meza, de Caminemos Juntos por Junín.
  - Regidores:

```
Álex Jaime Veli Solano
```

- 1. Julia Sánchez Munive (Caminemos Juntos por Junín)
  2. Santiago Savino Palomino Echevarria (Caminemos Juntos por Junín)
  3. Eliceo Águila Cusiche (Caminemos Juntos por Junín)
  4. Pepe Surichaqui Gaspar (Caminemos Juntos por Junín)
  5. Delber Sánchez Santillán (Caminemos Juntos por Junín)
  6. Karen Liz León Becerra (Caminemos Juntos por Junín)
  7. Luis Iván Mauricio Yparraguirre (Movimiento Político Regional Perú Libre)
  8. Mauro Isaac Mezoma Aysana (Movimiento Regional Sierra y Selva Contigo Junín)
  9. Idei Torres Villanueva (Fuerza Popular)
  10. Wuedr Chumpitaz Matos

### Policiales
- Comisario

## Educación
La educación en la provincia de Satipo está formado desde el nivel primario, secundario, terciario y superior.
Universidades
En la provincia de Satipo existen dos universidades nacionales licenciadas por la Sunedu. Son las siguientes:
Universidad Nacional del Centro del Perú (UNCP), pública; 
Universidad Nacional Intercultural de la Selva Central Juan Santos Atahualpa (UNISCJSA), pública; 
Universidad Peruana Los Andes (UPLA), privada;
Universidad Católica Los Ángeles de Chimbote (ULADECH), privada.
Institutos
- Instituto Superior Tecnológico Público Teodoro Rivera Taype

- Instituto Superior Pedagógico Privado San Juan Bosco
- SENATI

Colegios
| Colegios de Satipo | Colegios de Satipo       |
| N.º                | Instituciones            |
| ------------------ | ------------------------ |
| 1                  | IEE Francisco Irazola    |
| 2                  | IE José Olaya            |
| 3                  | Rafael Gastelua          |
| 4                  | Alipio Ponce             |
| 5                  | IE Fe y Alegría          |
| 6                  | San Francisco de Asís    |
| 7                  | CE María de los Ángeles  |
| 8                  | IEP San Antonio de Padua |
| 9                  | IEP La Academia          |
| 10                 | Pamer                    |

Nota: Yutuberos
- Tío Agro

- Estudios.Curi

## Festividades
Festivales de Satipo:
- Marzo: Feria Turística Satipo de Etnias-Naturaleza y Gran Fest' Mazato rock
- Junio: Feria Regional Agropecuaria, Artesanal y Turística, y Semana Turística Satipo Selva Central
- Julio: Satipo y sus Riquezas Étnicas
- Octubre: Fiesta Patronal de San Francisco de Asís
- Festival del Folklore Asháninka

## Gastronomía
Los platos típicos de la provincia de Satipo son chicharrón de doncella, paco frito, tacacho con cecina, juane, yuca sancochada, pachamanca, y entre las bebidas están el café de Satipo, el masato y el aguaje. 

## Transporte
Satipo cuenta con tres vías de comunicación de transporte. Terrestre: con omnibuses y microbuses con destino a Lima y otras provincias y minibanes, taxi y motocar para la movilización local. Aéreo: la provincia cuenta con el aeródromo de Mazamari, con vuelos especiales y para usos militares y policiales. Por último el transporte fluvial: el uso de canoas a motor y botes en el río Ene.

## Medios de comunicación
Satipo cuenta con tres principales medios de comunicación:
Televisión: Perú TV, Andina (Perú), Satipo TV, Telecable Pangoa y Mazamari TV.
Radio: Radio Nacional del Perú, Radio Antena Uno, Radio Renacer, Radio la Ruta, Radio Amazónica, Radio Swing, Radio Milenio y Radio Tropicana.
Diarios: El Peruano y Shimpiri.
Revistas: Soy Selva, Calaméo y Emprende

## Deportes
La provincia de Satipo cuenta con dos equipos que han obtenido campeonatos en el departamento de Junín: el Club Deportivo Alipio Ponce Vásquez y el Deportivo Municipal de Satipo.
| Clubes deportivos de Satipo | Clubes deportivos de Satipo     | Clubes deportivos de Satipo   | Clubes deportivos de Satipo | Clubes deportivos de Satipo |
| N.º                         | Club                            | Estadio                       | Liga                        | Ciudad                      |
| --------------------------- | ------------------------------- | ----------------------------- | --------------------------- | --------------------------- |
| 1                           | Club Alipio Ponce               | Estadio Municipal de Mazamari | Copa Perú                   | Mazamari                    |
| 2                           | Deportivo Municipal de Satipo   | Estadio Municipal de Satipo   | Copa Perú                   | Satipo                      |
| 3                           | Club Deportivo Racing de Satipo | Estadio Municipal de Satipo   | Liga distrital              | Satipo                      |